# Lobios (Lugo)
Lobios (llamada oficialmente San Xillao de Lobios) es una parroquia española del municipio de Sober, en la provincia de Lugo, Galicia.

## Otras denominaciones
La parroquia también es conocida por el nombre de San Xulián de Lobios.

## Límites
Limita con las parroquias de Bulso y Brosmos al norte, Amandi al este y sur, y Pinol al oeste.

## Organización territorial
La parroquia está formada por veinte entidades de población, constando trece de ellas en el nomenclátor del Instituto Nacional de Estadística español:

### Entidades de población
Entidades de población que forman parte de la parroquia:
- Abanante
- A Piantiña
- Casardecima (Casar de Cima)
- Cima da Lama (O Cima da Lama)
- Cortes (As Cortes)
- Fontemaior (Fonte Maior)
- Iglesia (A Airexa)
- Lamas de Brosmos
- Lobios
- O Bispo
- O Carabuñeiro
- O Fondo da Lama
- Rudeiro (O Rodeiro)
- San Martiño
- Surga
- Viladime de Abaixo
- Viladime de Arriba

### Despoblados
Despoblados que forman parte de la parroquia:
- Carballeda
- Prógolo (Progolo)
- Tabouzos

## Demografía
| Gráfica de evolución demográfica de Lobios entre 2000 y 2021 |
|                                                              |
| Datos según el nomenclátor publicado por el INE.             |